# Dragon Ball: Plan zur Vernichtung der Super-Saiyajin
Dragon Ball: Plan zur Vernichtung der Super-Saiyajin (jap. DRAGON BALL 超サイヤ人絶滅計画, Dragon Ball: Sūpā Saiyajin Zetsumetsu Keikaku) ist eine OVA des im Jahr 2010 erschienenen Videospiels Dragon Ball: Raging Blast 2 der Animeserie Dragon Ball Z aus dem Manga Dragon Ball. Hierbei handelt es sich um ein Remake der 1993 erschienenen OVA Dragon Ball Z Gaiden: Saiyajin Zetsumetsu Keikaku (ドラゴンボールZ外伝 サイヤ人絶滅計画), die auch damals für ein Videospiel desselben Namens produziert wurde.
Nachdem man den Film zu Beginn nur durch den Kauf des Videospiels ansehen konnte, war er später in einem von Saikyō Jump erschienenen Magazin vom 3. Februar 2012 zusammen mit dem Film Dragon Ball: Episode of Bardock erhältlich.

## Handlung
Der Planet des Volkes der Tuffle wurde vor vielen Jahren Opfer der Angriffe der Saiyajins unter dem Kommando von König Vegeta. Einzig der Wissenschaftler Dr. Lychee, der eine Maschine entwickelt hatte, die während der Schlacht den Hass aller Bewohner absorbierte, konnte mit eben jener Maschine schwer verwundet fliehen. Nun hatte er vor, sich an den Saiyajins zu rächen, woraufhin er sich auf den Weg zur Erde machte, um Son-Goku, Son-Gohan, Vegeta und Trunks zu vernichten.
Für diesen Zweck hat er Geräte entwickelt, die er überall auf der Erde platziert hat, und die nun tödliches Destron-Gas ausströmen. Nach der Rechnung von Bulma haben die Z-Kämpfer um Piccolo nur 72 Stunden Zeit, bevor das Gas unaufhaltsam die Menschheit ausgerottet haben wird. Somit machen sich Son-Goku und der Rest auf den Weg zu den einzelnen Geräten, die allerdings durch einen scheinbar unzerstörbaren Schutzschild geschützt sind. Plötzlich erscheinen auch noch Freezer, Cooler, Tales und Lord Slug, die alle eigentlich von Son-Goku getötet wurden. Die Gruppe ist den vier Angreifern deutlich überlegen, doch sie müssen erkennen, dass deren Körper immer wieder neu vom Destron-Gas erschaffen werden und somit unzerstörbar scheinen. Doch Bulma erscheint mit einem von ihr entwickelten Gegengift zum Gas, das sowohl die vier Feinde als auch die Maschinen ausschaltet.
Schließlich entdecken sie den Unterschlupf von Dr. Lychee, der mit seiner riesigen entwickelten Maschine namens Hatchiyack, die vom absorbierten Hass der Tuffle angetrieben wird, das Gas produziert. Vegeta löscht Dr. Lychee aus, der sich allerdings als Geist offenbart mit ebenfalls unechtem Körper. Daraufhin verwandelt sich Hatchiyack in einen großen, durch den Hass gestärkten Cyborg, gegen den Son-Goku und der Rest keine Chance hat. Nachdem die Kämpfer immer weiter von Hatchiyack zurückgedrängt werden, erkennt Son-Goku, dass der Cyborg während seines Spezial-Angriffs verwundbar ist. Als Hatchiyack zu seiner nächsten Attacke ansetzt, setzt jeder seinen eigenen speziellen Angriff ein, und mit vereinten Kräften können sie ihn und Dr. Lychees Anlage zerstören, wodurch auch die Gas-Geräte auf der Erde vernichtet werden. Son-Goku, Son-Gohan, Vegeta, Trunks und Piccolo kehren schließlich verwundet aber lebendig nach Hause zurück.

## Synchronisation
Eine deutsche Synchronisation ist nicht vorhanden, der europäischen Version des Videospiels Dragon Ball: Raging Blast 2 liegt diese Anime-Produktion allerdings im japanischen Originalton mit deutschen Untertiteln bei.
| Rolle        | Japanischer Sprecher (Seiyū) |
| ------------ | ---------------------------- |
| Son-Goku     | Masako Nozawa                |
| Son-Gohan    | Masako Nozawa                |
| Vegeta       | Ryō Horikawa                 |
| Piccolo      | Toshio Furukawa              |
| Trunks       | Takeshi Kusao                |
| Dr. Lychee   | Hiroshi Iwasaki              |
| Hatchiyack   | Hideo Ishikawa               |
| Bulma        | Hiromi Tsuru                 |
| Freezer      | Ryūsei Nakao                 |
| Cooler       | Ryūsei Nakao                 |
| Tales        | Masako Nozawa                |
| Lord Slug    | Tetsu Inada                  |
| Chi-Chi      | Naoko Watanabe               |
| Meister Kaio | Joji Yanami                  |